# Norberto Ferrari
Norberto Luis Ferrari (Buenos Aires, Argentina; 26 de enero de 1926) es un exfutbolista argentino que jugaba de centro delantero.

## Trayectoria
Inició su carrera en Club Atlético Lanús.
En 1945 llega a Boca Juniors donde fue subcampeón de primera división en los años 1945, 1946 y 1947. Consiguió los títulos de la Copa de Competencia Británica en 1946 y la Copa de Confraternidad Escobar-Gerona en los años 1945 y 1946 (torneo organizado por la AFA y AUF).
En 1948 arriba al Quilmes Atlético Club, en 1949 juega por Independiente de Avellaneda, donde fue el cuarto goleador del equipo.
En 1951 se integra al Club Atlético Tigre, luego tiene pasos por Club Atlético Banfield y Arsenal.
En 1954 tuvo un paso fugaz por el Centro Iqueño. 
En 1955 es contratado por el club Universidad de Chile, en el cuadro «azul» es dirigido por los entrenadores Luis Tirado y posteriormente por Luis Álamos. Consigue los subcampeonato de 1955 y 1957. En la «U» comparte con grandes jugadores como Braulio Musso, René Meléndez, el extraordinario puntero izquierdo Leonel Sánchez y quien fuera su aprendiz Carlos Campos. En Universidad de Chile jugó 76 partidos y anotó 38 goles entre 1955 y 1958.

## Estadísticas

### Clubes
| Club                        | País      | Año       |
| --------------------------- | --------- | --------- |
| Lanús                       | Argentina | 1944      |
| Boca Juniors                | Argentina | 1945-1947 |
| Quilmes                     | Argentina | 1948      |
| Independiente de Avellaneda | Argentina | 1949      |
| C.A. Tigre                  | Argentina | 1951-1952 |
| Banfield                    | Argentina | 1953      |
| Centro Iqueño               | Perú      | 1954      |
| Green Cross                 | Chile     | 1954      |
| Universidad de Chile        | Chile     | 1955-1958 |
| Arsenal                     | Argentina | 1961-1962 |

## Palmarés

### Títulos nacionales
| Título                        | Club         | País      | Año  |
| ----------------------------- | ------------ | --------- | ---- |
| Copa de Competencia Británica | Boca Juniors | Argentina | 1946 |

### Títulos internacionales
| Título                                | Club         | País      | Año  |
| ------------------------------------- | ------------ | --------- | ---- |
| Copa de Confraternidad Escobar-Gerona | Boca Juniors | Argentina | 1945 |
| Copa de Confraternidad Escobar-Gerona | Boca Juniors | Argentina | 1946 |

### Distinciones individuales
| Distinción                                                | Año  |
| --------------------------------------------------------- | ---- |
| Top 9° máximo goleador extranjero de Universidad de Chile | 2014 |